# Технічний директор
Техні́чний дире́ктор (CTO англ. chief technical officer або англ. chief technology officer) — керівна посада у західних компаніях, відповідає українському «головний інженер».[джерело?]

## Опис посади
Технічний директор — це один з керівників компанії, що відповідає за її розвиток та розробку нових продуктів, під його керівництвом зазвичай знаходиться вся технологічна частина виробництва.

## В Україні
Код за Класифікатором професій: 1229.7 (Директор технічний)
Завдання та обов’язки. Керує всією інженерною діяльністю підприємств і організацій; розробленням перспективних і річних планів комплексного розвитку шахт, розрізів та збагачувальних фабрик за всіма джерелами фінансування; роботою технічної ради; розробленням на основі наукових прогнозів довготермінових планів і заходів щодо створення здорових та безпечних умов праці, запобігання шкідливого впливу виробництва на навколишнє середовище. Визначає: технічну політику та перспективи розвитку підприємств; першочергові напрями в розвитку шахт, розрізів та збагачувальних фабрик з усіх видів технічної діяльності.
Спрямовує: діяльність виробничих одиниць, підприємств і організацій на виконання встановлених завдань, досягнення високих темпів розвитку виробництва, впровадження нової техніки, передової технології, досягнень науки, що забезпечують зростання продуктивності праці; творчу ініціативу працівників на вирішення перспективних завдань. Розглядає і затверджує: плани розвитку гірничих робіт, проведення гірничих виробок; комплексні плани поліпшення умов, охорони праці і санітарно-оздоровчих заходів; плани ліквідації аварій; проєкти протипожежного та газового захисту шахт і комплексного знепилювання; плани охорони навколишнього середовища: проєкти на розкриття та підготовку ділянок до відроблення; списки пластів, схильних до самозаймання; технічні завдання для проєктних організацій на розроблення проєктів, пов’язаних з розвитком шахт; плани науково-дослідних робіт.
Організовує: розроблення заходів щодо удосконалення техніки і технології виробництва, запобігання і ліквідації аварій та нещасних випадків, створення найсприятливіших умов праці та підвищення культури виробництва, а також заходів, спрямованих на ощадливе витрачання та раціональне використання паливно-енергетичних та інших матеріальних ресурсів; розроблення та виконання графіків впровадження нової техніки, механізації і автоматизації виробничих процесів видобування вугілля; розроблення диференційованих норм витрат лісових та кріпильних матеріалів, вибухових речовин та засобів підривання; підготовку пропозицій щодо промислового використання відходів виробництва; проведення науково-дослідних та експериментальних робіт; роботу в галузі технічної інформації та пропаганди, раціоналізації та винахідництва, поширення передового досвіду; контроль за дотриманням правил промислової санітарії та протипожежного захисту, правил і норм з охорони праці, охорони природи та раціональним використанням природних ресурсів; розроблення та здійснення заходів щодо забезпечення контролю та підвищення якості вугілля і виконуваних робіт з усіх технологічних процесів, розроблення положень про підрозділи дирекції, посадових інструкцій працівників.
Забезпечує: взаємодію функціональних і виробничих підрозділів щодо проведення єдиної технічної політики, комплексного розвитку виробництва, широкого використання досягнень науки, техніки, передового досвіду та інших питань інженерної діяльності; розроблення завдань на проєктування розвитку гірничих робіт. Встановлює категорії шахт за газом, вибуховістю пилу, небезпекою пластів за раптовими викидами, суфлярними виділеннями та гірничими ударами.
Бере участь: у розробленні довготермінових програм розвитку підприємств; в розробленні та затвердженні планів і заходів щодо поліпшення стану охорони праці, зниження виробничого травматизму та профзахворювань; у розслідуванні аварій і нещасних випадків; у аналізі та оцінці технічного рівня виробництва, техніко-економічних показників виробничо-господарської діяльності підприємств і організацій; в проведенні промислових випробувань нових видів машин, механізмів і апаратури; в розробленні технологічних схем і організації контролю за їх впровадженням; у розгляді плану капітального будівництва; в організації робіт щодо визначення і обґрунтування потреби в гірничому та транспортному обладнанні; в розробленні комплексного плану соціально-економічного розвитку і колективного договору. Підготовляє обґрунтування обсягів і термінів проведення реконструкції і модернізації, нарощування виробничих потужностей. Розглядає пропозиції, заяви та скарги громадян. Забезпечує ведення та своєчасне подання встановленої документації і звітності.
Повинен знати: укази, постанови та рішення органів державної влади та місцевого самоврядування щодо вугільної промисловості; накази, інструкції та інші настановчі і нормативні матеріали органів вищого рівня та підприємства, перспективи розвитку та виробничі потужності, технологію гірничих і гірничо-капітальних робіт; методи визначення економічної ефективності впровадження нової техніки і технології, передовий вітчизняний і зарубіжний досвід, досягнення в галузі науки і техніки гірничого виробництва; економіку і організацію виробництва; праці і управління; основи цивільного і трудового законодавства; правила й норми охорони праці, промислової санітарії та протипожежного захисту.
Кваліфікаційні вимоги: повна вища освіта відповідного напряму підготовки (магістр, спеціаліст); післядипломна освіта в галузі управління; стаж роботи за професіями керівників нижчого рівня не менше 5 років.